# Simon Dickie
Simon Charles Dickie (31 marzo 1951 – Taupo, 13 dicembre 2017) è stato un canottiere neozelandese.

## Palmarès

### Olimpiadi
- 3 medaglie:
  - 2 ori (Città del Messico 1968 nel quattro con; Monaco di Baviera 1972 nell'otto)
  - 1 bronzo (Montréal 1976 nell'otto)

### Mondiali
- 1 medaglia:
  - 1 bronzo (St. Catharines 1970 nell'otto)

### Europei
- 1 medaglia:
  - 1 oro (Copenaghen 1971 nell'otto)